# George Olsen
George Olsen (Portland, 18 maart 1893 - Paramus, 18 maart 1971) was een Amerikaanse drummer en bigband-leider uit het swing-tijdperk.
Olsen studeerde aan de University of Michigan, waar hij een band formeerde waaruit later zijn groep George Olsen and His Music voortkwam. Hij toerde met deze groep aan de westkust van Amerika en speelde onder meer in ballrooms en theaters in Los Angeles en San Francisco. Op uitnodiging van Florenz Ziegfeld werkte hij mee aan de Broadway-revue "Kid Boots", waarin Eddie Cantor de hoofdrol speelde. Daarna volgden meer revues: George Olsen and His Music speelde in de Ziegfeld Follies of 1924, Good News en Whoopee! (1928). Ook werkte Olsen met zijn band mee aan de filmversie van "Whoopee!" (1930). Zijn orkest was in de tijd van Whoopee! uitgegroeid tot een band met zestien musici. In Whoopee danste en zong Ethel Shutta, met wie hij zou trouwen en optreden. 
Met zijn orkest maakte hij tot 1933 veel opnames voor Victor die veel succes hadden (zo werd "Who", een compositie van Jerome Kern, in 1925 een nationale hit). Hierna maakte hij tot 1934 platen voor Columbia. Aan de opnames van zijn platen werkten onder meer Fred MacMurray, Red Nichols, Rudy Wiedoeft en de zanger Fran Frey mee.
In 1936 werd hij leider van de band van de bij een vliegtuigongeluk omgekomen Orville Knapp, hiervoor uitgekozen door de weduwe Knapp. Hij ging met het orkest op tournee en koos als basis voor de groep uiteindelijk New York. Het orkest werd echter geplaagd door problemen en in 1938, toen al veel bandleden er de brui aan hadden gegeven, werd het orkest opgedoekt. Met de groep had Olsen slechts één platensessie voor Decca Records. In 1951 stopte Olsen na een tijd in een hotel in Chicago te hebben gewerkt met het leiden van bands en opende kort daarop een restaurant.

## Discografie (selectie)
- Good News, Vocalion, 2008

- Bibliothèque nationale de France: cb13947259v (data)
- International Standard Name Identifier: 0000 0000 3339 4756
- Library of Congress Control Number: n89633369
- MusicBrainz: b60e9372-10e9-4608-afee-9af5c00420c7
- Nationale Bibliotheek van Tsjechië: mzk2015866864
- Nationale bibliotheek van Australië: 61539153
- Réseau des bibliothèques de Suisse occidentale: 02-A022761578
- SNAC: w6611tf5
- Virtual International Authority File: 39567443
- WorldCat: E39PBJc3G7KjcpPRvph3W9vmBP